# Tungsenia
Tungsenia – rodzaj pierwotnego czworonoga.
Pozostałości Tungsenia paradoxa pochodzą z pragu (dewon wczesny). Liczą sobie 409 milionów lat. Czyni je to o 10 milionów lat starszymi od szczątków Kenichthys. Takie datowanie istotnie zmienia dotychczasową wiedzę na temat ewolucji czworonogów.

## Odkrycie
Znaleziono je w chińskiej prowincji Yunnan leżącej na południu kraju. Na północnym wschodzie tej prowincji, w okolicach miasta Zhaotong, leżą skały tworzące formację geologiczną Posongchong. Szczątki spoczywały nieopodal tamy Qingmen Reservoir, w białym piaskowcu.
Holotyp oznaczono V10687. Prócz niego znane są także dwie żuchwy V10688.1-2.
Zwierzę opisali po pierwszy Jing Lu, Min Zhu, John A. Long, Wenjin Zhao, Tim J. Senden, Liantao Jia i Tuo Qiao. Ich praca The earliest known stem-tetrapod from the Lower Devonian of China, ukończona w połowie 2012, ukazała się w Nature Communications w październiku tego samego roku.

## Systematyka
Tungsenia zalicza się do nadgromady ryb kostnych oraz gromady mięśniopłetwych. W ich obrębie zalicza się ją do tetrapodomorfów. Nie wchodzi jednak w skład czworonogich, czyli tetrapodów.
Nazwa rodzajowa Tungsenia nadana została na pamiątkę badacza, uznawanego w Chinach za pioniera paleoichtiologii w tym kraju, Liu Tungsena. Z kolei epitet gatunkowy pochodzi z łaciny. Bierze swój źródłosłów od przymiotnika paradoxus oznaczającego „niespodziewany”.

## Występowanie
Formacja, w której znaleziono pozostałości tego rodzaj, datowana jest na prag. Pietro to należy do dewonu wczesnego.

## Ekologia
Odkryty płaz wchodzi w skład fauny Posongchong. Należą do niej także:
- celakantokształtne
- Galeaspidae
- Onychodontida
- plakodermy
- Rhipidistia
- Lingulida

Prócz wymienionych zwierząt w formacji Posongchong znaleziono także pozostałości roślin.